# Maria Regina d'Inghilterra
Maria Regina d'Inghilterra, opera i tre akter med musik av Giovanni Pacini och text av Leopoldo Tarantini och uruppförd 1843
Operan är en av hans många s.k reformoperor efter den fem år långa viloperioden 1835 - 1840 och han lyckades till viss del att förandra italiensk opera men förbättrade sina kunspaker och gjorde intressantare melodier och bättre kromatik.